# Rhyssostelma nigricans
Rhyssostelma nigricans är en oleanderväxtart som beskrevs av Joseph Decaisne. Rhyssostelma nigricans ingår i släktet Rhyssostelma och familjen oleanderväxter. Inga underarter finns listade i Catalogue of Life.